# The Diplomats
I The Diplomats, noti anche come Dipset, sono un gruppo musicale hip hop statunitense formatosi nel 1997 per iniziativa di Cam'ron e Jim Jones.

## Storia del gruppo
Il gruppo si è formato ad Harlem (New York) nel 1997, quando Cam'ron e Jim Jones contattarono Freekey Zekey. Nel 1999 si aggiunge al gruppo Juelz Santana.
Nel 2001 il gruppo firma un contratto con Def Jam e Roc-A-Fella Records. Viene quindi prodotto e pubblicato il primo album Diplomatic Immunity (2003). Dopo alcune controversie tra Cam'ron e Jay-Z (proprietario della Roc-A-Fella), il gruppo firma per la Koch Records con cui realizza Diplomatic Immunity 2, uscito nel 2004.
Dopo una pausa dovuta ai vari progetti individuali dei rapper del gruppo, nel 2010 i Dipset si riuniscono.

## Formazione
Attuale
- Cam'ron
- Jim Jones
- Juelz Santana
- Freekey Zekey

Membri passati
- Hell Rell
- 40 Cal.
- J.R. Writer

## Discografia
Album in studio
- 2003 - Diplomatic Immunity
- 2004 - Diplomatic Immunity 2

Mixtape
- 2002 - Diplomats Volume 1
- 2002 - Diplomats Volume 2
- 2002 - Diplomats Volume 3
- 2003 - Diplomats Volume 4
- 2005 - Diplomats Volume 5
- 2015 - American Dream
- 2018 - Diplomatic Ties